# Буркин, Бетти
Бе́тти Бу́ркин (нем. Betty Bourquin, в замужестве Бе́тти Бу́ркин-Ште́ффен, нем. Betty Bourquin-Steffen; род. 1962) — швейцарская кёрлингистка и тренер по кёрлингу.
Играла на позиции третьего.
В составе женской сборной Швейцарии стала первым чемпионом мира в женском кёрлинге на первом чемпионате мира 1979.

## Достижения
- Чемпионат мира по кёрлингу среди женщин: золото (1979).
- Чемпионат Европы по кёрлингу: золото (1979).
- Чемпионат Швейцарии по кёрлингу среди женщин: золото (1979)[3].

## Команды
| Сезон   | Четвёртый     | Третий       | Второй       | Первый      | Турниры            |
| ------- | ------------- | ------------ | ------------ | ----------- | ------------------ |
| 1978—79 | Габи Казанова | Бетти Буркин | Линда Томмен | Роси Мангер | ЧШЖ 1979 · ЧМ 1979 |
| 1979—80 | Габи Казанова | Бетти Буркин | Линда Томмен | Роси Мангер | ЧЕ 1979            |

(скипы выделены полужирным шрифтом)

## Результаты как тренера национальных сборных
| Год  | Турнир                                        | Сборная       | Место |
| ---- | --------------------------------------------- | ------------- | ----- |
| 2002 | Чемпионат мира по кёрлингу среди юниоров 2002 | (юниоры жен.) | 5     |